# تحويل موبيوس

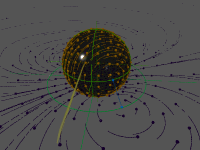

في الهندسة وفي التحليل العقدي، تحويل موبيوس للمستوى هو كل دالة جذرية تأخذ الشكل التالي :
{\displaystyle f(z)={\frac {az+b}{cz+d}}}
لمتغير عقدي z. في هذا التعريف، الأعداد a و b و c و d عقدية حيث ad − bc ≠ 0.